# Inch Chua
Inch Chua Yun Juan (nacida el 22 de diciembre de 1988) es una cantautora, músico, productora y multinstrumentista singapurense, actualmente reside en Los Ángeles, California en los Estados Unidos. Chua también es anfitriona y creadora de engranajes de Gawk, una serie de televisión difundida por Internet, en las que se publican los perfiles de los músicos y sus trabajos profesionales, cómo la ayuda para lograr su sonido. Después de obtener fama en la escena indie en Singapur como vocalista de una banda de rock llamada Allura, Chua también comenzó a grabar por su cuenta, fusionando diferentes géneros musicales como el folk acústico con el rock alternativo, la música electrónica, el jazz y el pop. Inch Chua está respaldada en vivo por su banda, con un sistema métrico.

## Discografía

### Con Allura
- Wake Up and Smell the Seaweed EP (2008)

### En solitarios
Álbumes
- The Bedroom EP (2009)
- Peace, Love & Mistletoe EP (2009)
- Wallflower (2010)
- Bumfuzzle (2013)

Singles
- "Aqueous Oblivion" (2009)
- "Rule The World" (2010)
- "The More We Get Together" (2011)
- "The Artful Dodger" (2013)

## Videos musicales
| Año  | Canción               | Director(s)                   |
| ---- | --------------------- | ----------------------------- |
| 2009 | "Devotion in Reality" | Jac Min                       |
| 2010 | "Rule The World"      | Han West & Laetitia Gangotena |
| 2011 | "Hurt"                | Jacky Lee                     |
| 2013 | "Artful Dodger"       | Felipe P. Soares              |